# Neobaclea
Neobaclea es un género  con dos especies de fanerógamas  perteneciente a la familia  Malvaceae.

## Especies
| - Neobaclea crispifolia - Neobaclea spirostegia |

- Datos: Q9049297
- Especies: Neobaclea